# کیتی براکنل
کیتی براکنل (انگلیسی: Kitty Brucknell؛ زادهٔ ۱۵ نوامبر ۱۹۸۴) خوانندگی، ترانه‌سرا، موسیقی‌دان اهل بریتانیا است. وی از سال ۲۰۱۱ میلادی تاکنون مشغول فعالیت بوده‌است.